# Associação Atlética Juventus Minasnovense
A Associação Atlética Juventus Minasnovense é um clube brasileiro de futebol, com sede na cidade de Minas Novas, no estado de Minas Gerais.
Manda seus jogos no Estádio Municipal Dr. Pedro Anísio Maia (conhecido como "Pequizão"), com capacidade para  8 mil lugares. É presidido por Luciano Figueiredo e suas cores são vermelho e branco.

## História
Fundado em 31 de outubro de 2004, o Juventus conquistou o Campeonato Mineiro da Segunda Divisão (que apesar do nome, equivale a terceira divisão do futebol mineiro) em 2005, em seu segundo ano de fundação. Sob o comando do ex-goleiro Milagres, a equipe campeã disputou 24 partidas na competição, vencendo metade deles, com seis empates e seis derrotas.
Desde 2006, quando jogou o Módulo II (segunda divisão), o clube ficou 16 anos sem participar de competições profissionais, voltando à ativa em 2022 para disputar novamente a terceira divisão estadual.

## Títulos

### Estaduais
| Estaduais | Estaduais                 | Estaduais | Estaduais  |
|           | Competição                | Títulos   | Temporadas |
| --------- | ------------------------- | --------- | ---------- |
|           | Mineiro - Segunda Divisão | 1         | 2005       |
|           | Copa das Ligas            | 1         | 2017       |